# Amaurobius ferox
Espèce
Synonymes
- Clubiona ferox Walckenaer, 1830
- Amaurobius cryptarum C. L. Koch, 1837
- Ciniflo mordax Blackwall, 1859
- Amaurobius corsicus Simon, 1874
- Amaurobius peninsulanus Banks, 1898

Amaurobius ferox est une espèce d'araignées aranéomorphes de la famille des Amaurobiidae.

## Distribution
Cette espèce se rencontre en Europe et en Turquie.
Elle a été introduite au Canada, aux États-Unis et au Mexique.

## Description

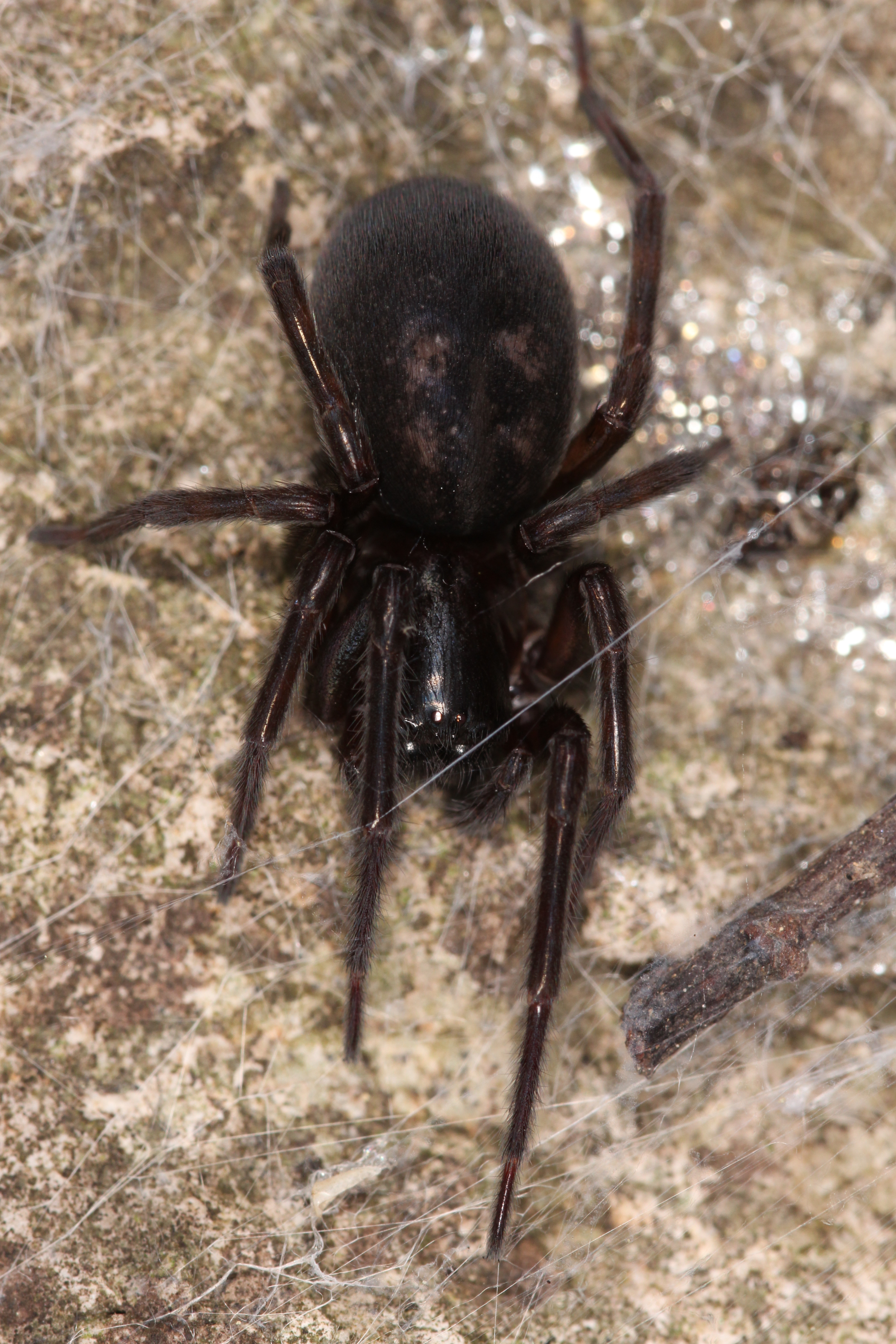
Amaurobius ferox

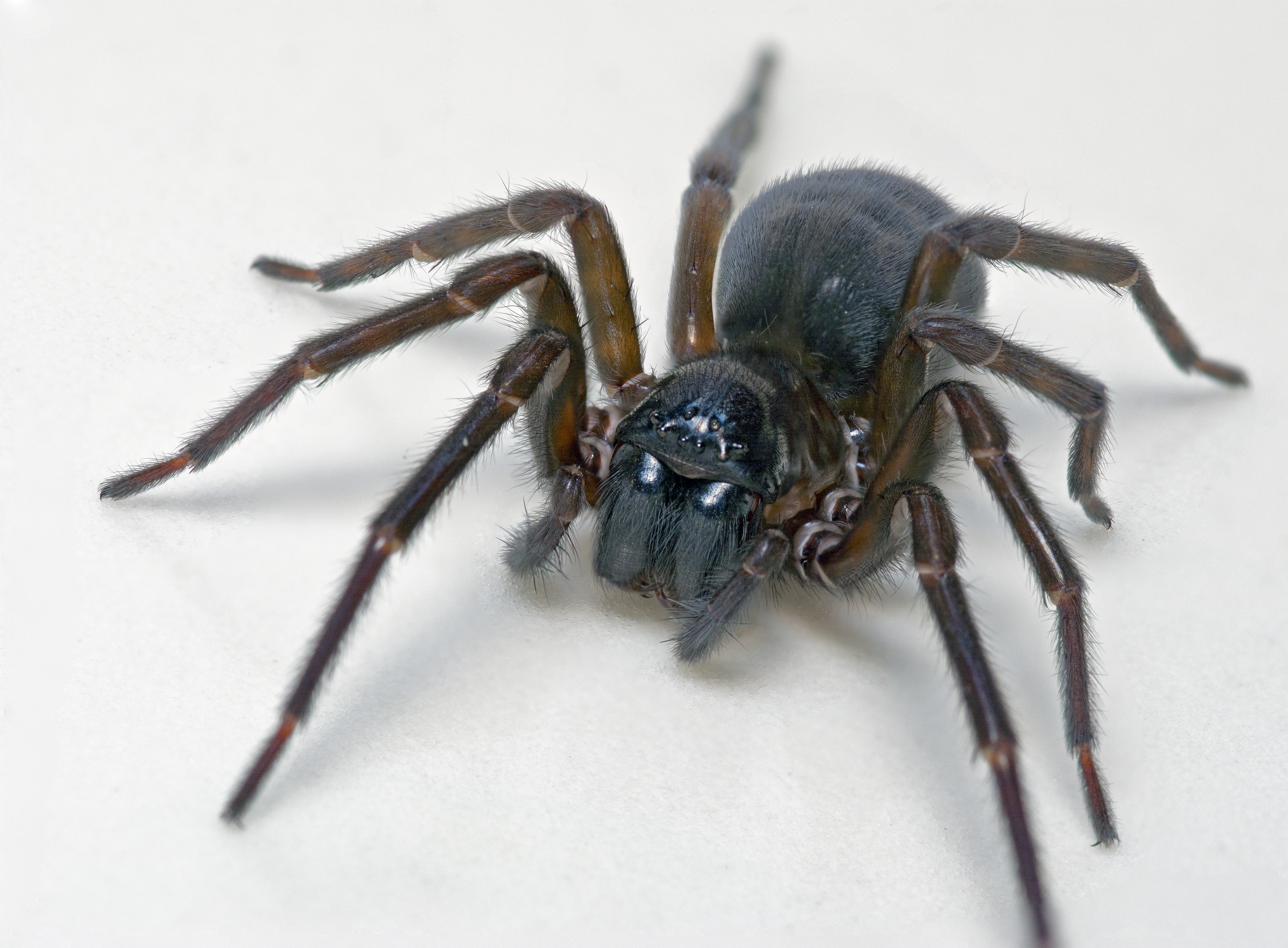
Amaurobius ferox

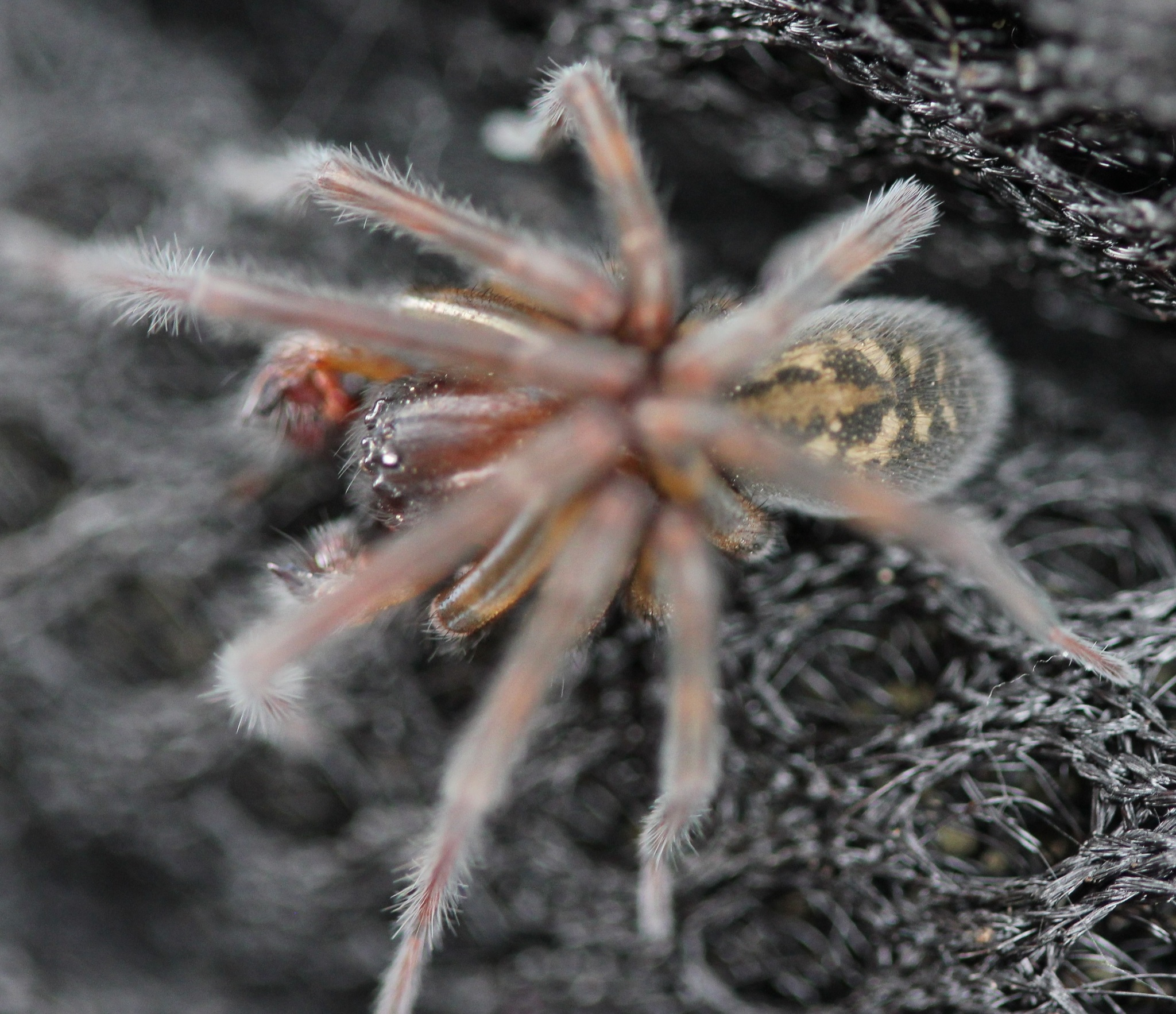
Amaurobius ferox

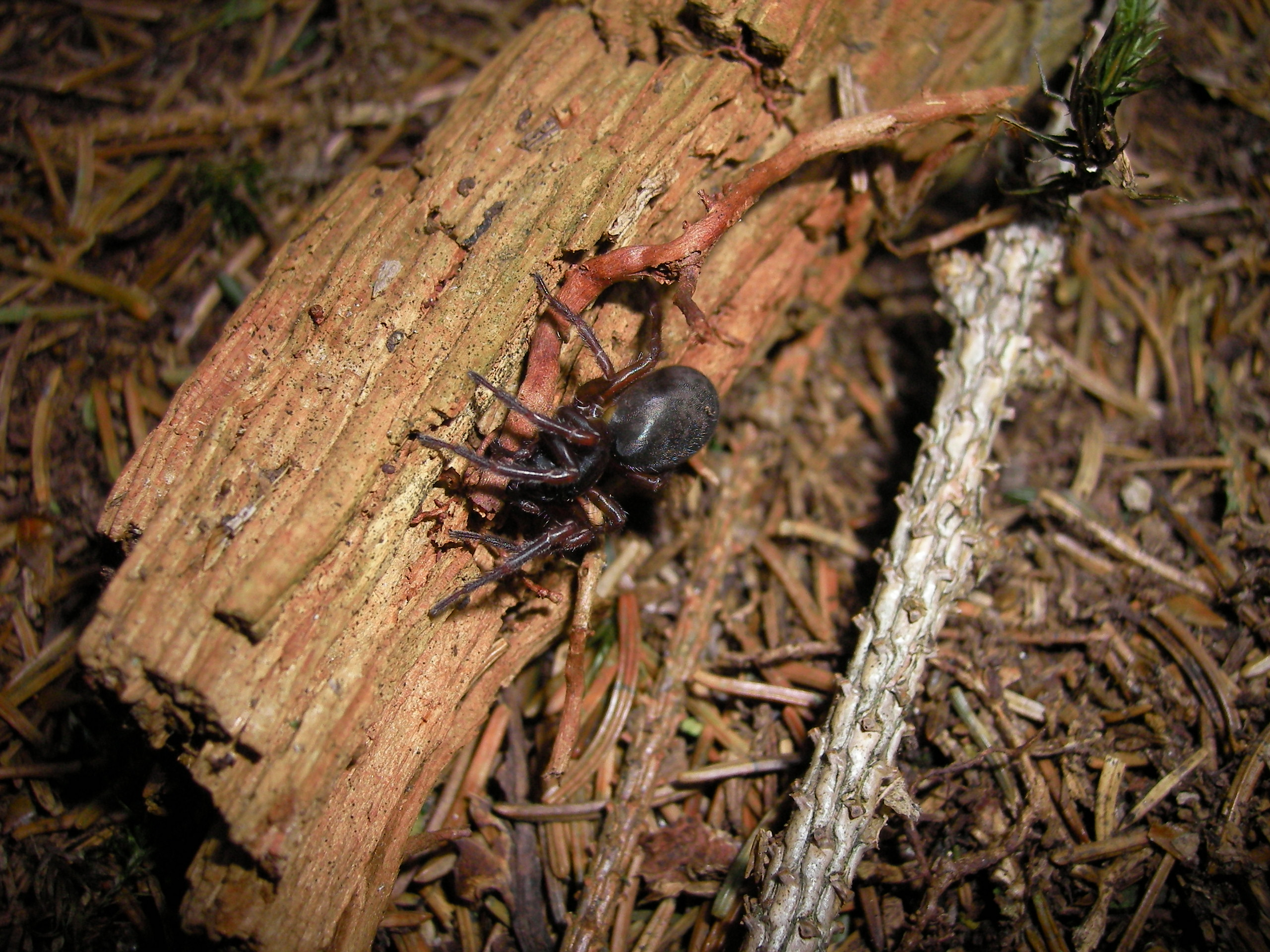
Amaurobius ferox

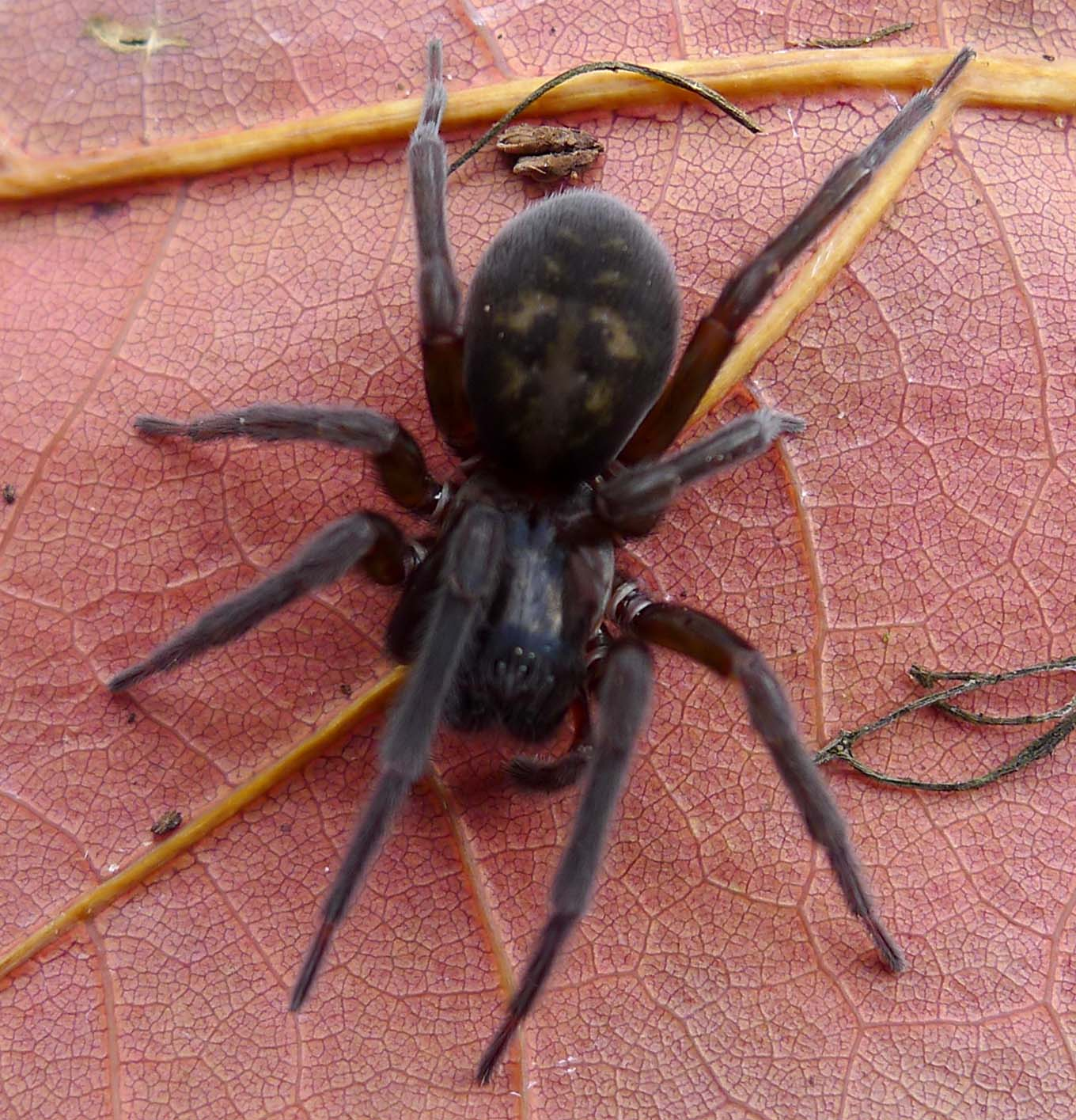
Amaurobius ferox

Les mâles mesurent de 8 à 10 mm et les femelles de 11 à 16 mm.
L'espèce est matriphage,,.

## Systématique et taxinomie
Cette espèce a été décrite sous le protonyme Clubiona ferox par Walckenaer en 1830. Elle est placée dans le genre Amaurobius par C. L. Koch en 1839.
Amaurobius cryptarum a été placée en synonymie par Thorell en 1871.
Ciniflo mordax a été placée en synonymie par O. Pickard-Cambridge en 1879.
Amaurobius corsicus a été placée en synonymie par Simon en 1914.
Amaurobius peninsulanus a été placée en synonymie par Lehtinen en 1967.

## Publication originale
- Walckenaer, 1830 : « Aranéides. » Faune française ou histoire naturelle générale et particulière des animaux qui se trouvent en France, constamment ou passagèrement, à la surface du sol, dans les eaux qui le baignent et dans le littoral des mers qui le bornent par Viellot, Desmarrey, Ducrotoy, Audinet, Lepelletier et Walckenaer, Paris, livr. 26, p. 97-175, livr. 29, p. 177-240.